# الیزابت یریکو-باومن
الیزابت یریکو-باومن (انگلیسی: Elisabeth Jerichau-Baumann؛ ۲۱ نوامبر ۱۸۱۹ – ۱۱ ژوئیهٔ ۱۸۸۱) نقاش لهستانی-دانمارکی بود. او در ژولیبوژ از تقسیمات کشوری ورشو متولد شد. پدرش فیلیپ آدلف باومن که نقشه‌کش بود و مادرش یوان فردریک ریر، هردو آلمانی بودند. او با ینس آدلف یریکو ازدواج کرد.
در نوزده سالگی به مدرسه هنر دوسلدورف رفت که در آن زمان یکی از مهم‌ترین مراکز هنری اروپا به‌شمار می‌آمد. در آن‌جا به نقاشی از زندگی اسلواک‌ها پرداخت. او پیرو مکتب نقاشی دوسلدورف بود. از این زمان به برپایی نمایشگاه دست زد و از ۱۸۴۴ توجه‌ها را به‌خود جلب کرد. پس از این‌که به رم رفت، سوژه اصلی نقاشی‌هایش را زندگی محلی تشکیل می‌داد. در ۱۸۵۲ برخی از نقاشی‌هایش در لندن به نمایش درآمد و ملکه ویکتوریا درخواست یک نمایش خصوصی از آثار او را در کاخ باکینگهام داد. در میان این آثار، پرتره او از هانس کریستیان آندرسن نیز قرار داشت که در ۱۸۵۰ تکمیل شده بود.
او در سال‌های ۱۸۷۰-۱۸۶۹ و یک‌بار با همراهی پسرش هارالد در ۱۸۷۵-۱۸۷۴ به مدیترانه شرقی و خاورمیانه سفر کرد. او چون تحت حمایت خاندان سلطنتی دانمارک بود و معرفی‌نامه‌ای از الکساندرای دانمارک (پرنسس ولز آینده) داشت، توانست موافقت مصطفی فاضل پاشا را به دست بیاورد و توسط دختر پاشا، نازلی فاضل به حرم‌سرای عثمانی راه یابد و از زندگی در آن‌جا از نگاه خودش، نقاشی کند. او در نامه‌ای به همسر و فرزندانش در مورد نازلی نوشت: «دیروز عاشق یک شاهزاده زیبای ترک شدم.»

## نگارخانه

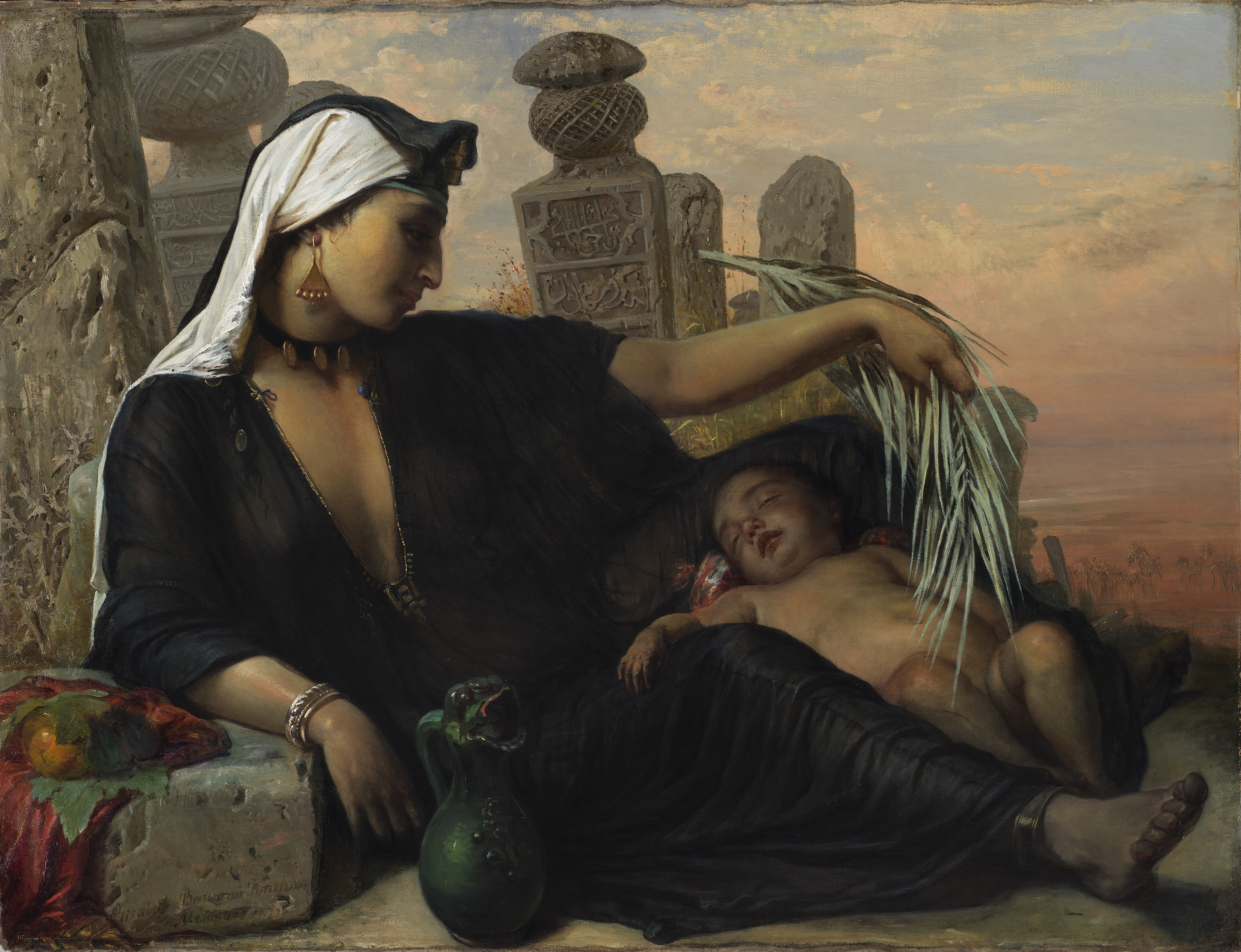
زن دهقان مصری با کودکش (۱۸۷۸)
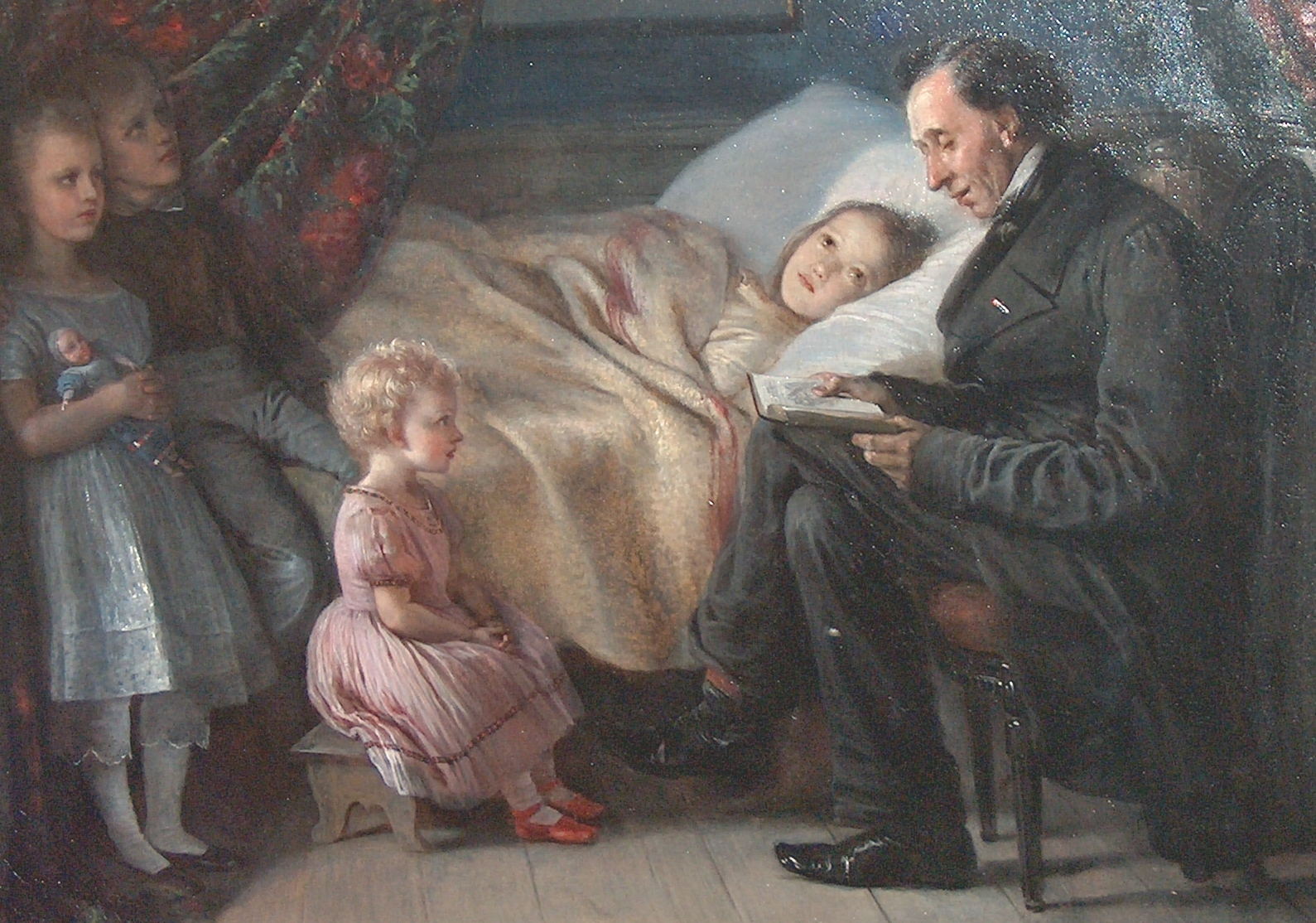
تصویری از هانس کریستیان آندرسن در حال داستان خواندن برای بچه‌های نقاش (۱۸۶۲)
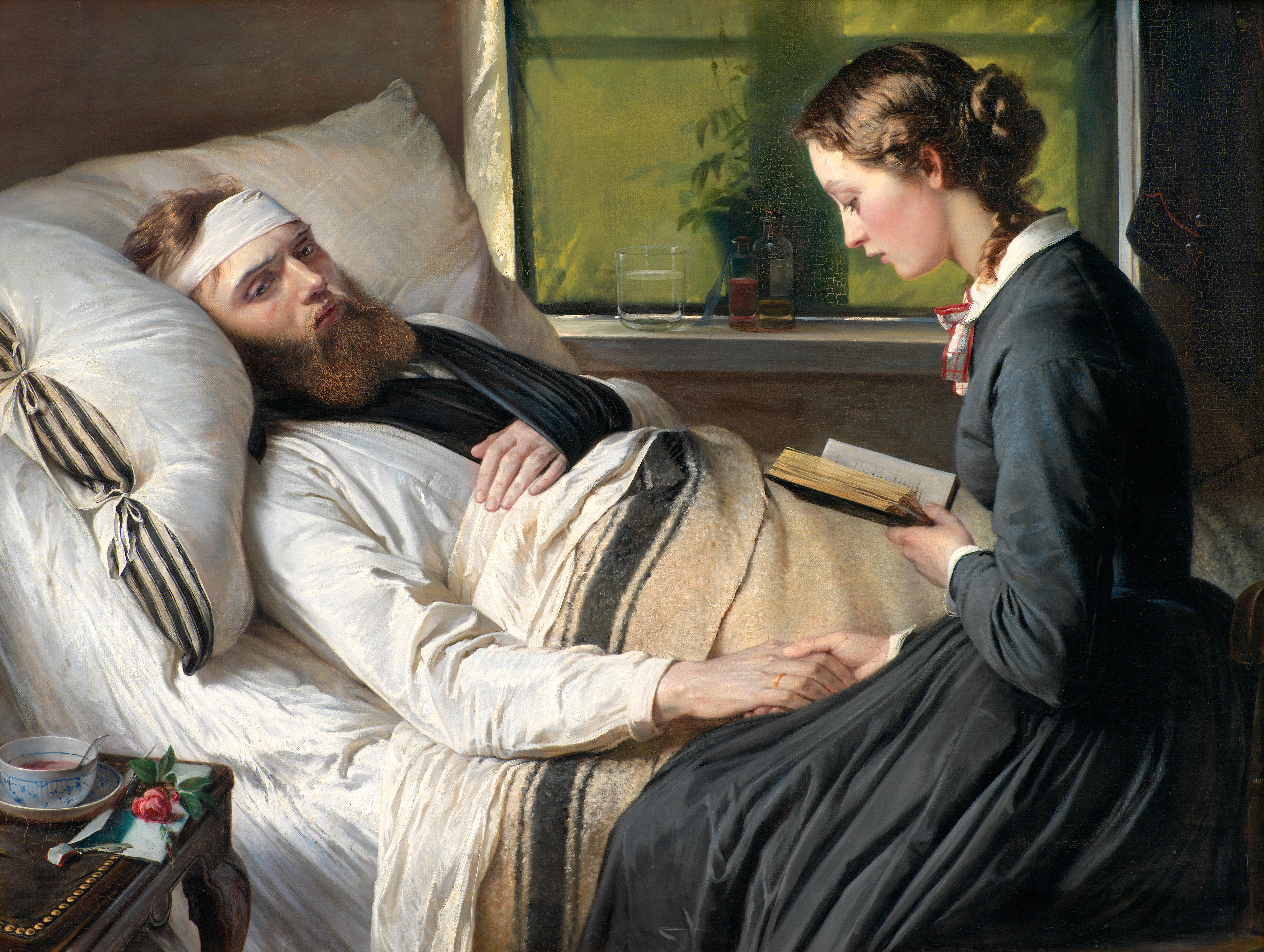